# Ralph Breyer

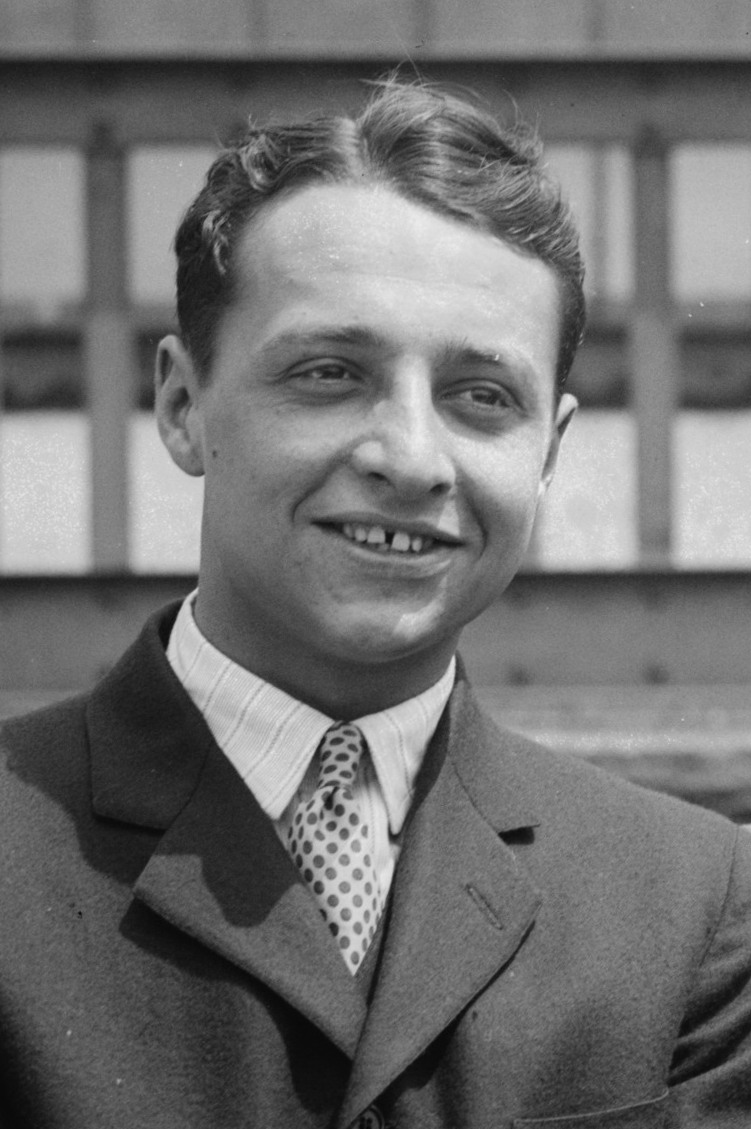
Ralph Breyer (ca. 1925)

Ralph Theodore Breyer (* 23. Februar 1904 in Chicago, Illinois; † 8. Mai 1991 in Long Beach, Kalifornien) war ein Schwimmer aus den Vereinigten Staaten. Er gewann 1924 eine olympische Goldmedaille mit der 4-mal-200-Meter-Freistilstaffel.

## Leben
Ralph Breyer startete bei den Olympischen Spielen 1924 in Paris zunächst über 400 Meter Freistil. Er gewann seinen Vorlauf, trat aber zum Halbfinale nicht an. Einen Tage später schwammen Ralph Breyer, Harry Glancy, Richard Howell und Wallace O’Connor mit 10:41,6 Minuten die viertschnellste Vorlaufzeit aller Freistilstaffeln. Im Halbfinale schwamm die Staffel in der gleichen Besetzung Weltrekord mit 9:59,4 Minuten. Im Finale siegten Ralph Breyer, Harry Glancy, Wallace O’Connor und Johnny Weissmüller in neuer Weltrekordzeit von 9:53,4 Minuten und gewannen die Goldmedaille vor den Australiern und den Schweden.
Ralph Breyer studierte an der Northwestern University und gewann in den Jahren 1924 und 1925 insgesamt drei College-Meistertitel.